# Index Fungorum
Index Fungorum је међународни пројекат за индексирање свих формалних имена (научних имена) царства гљива (Fungus). Пројекат је 2015. премештен у Краљевске ботаничке баште у Кјуу, а друга два партнера су Лендкер рисерч (Нови Зеланд) и Институт за микробиологију Кинеске академије наука.
Може се поредити са пројектом Међународни индекс биљних имена (енгл. International Plant Names Index, IPNI), који такође делом воде Краљевске ботаничке баште. Разлика је што IPNI не наводи коректна имена, а Index Fungorum даје и статус имена. Тренутно се као резултат претраге коректно име исписује означено зеленом бојом, док су остала плава (неколико, аберантних употреба имена означено је црвеном бојом). Сва имена су повезана до странице са коректним именом, са списковима синонима.
Index Fungorum је један од три главна номенклатурна репозитара која препознаје Одбор за номенклатуру гљива; друга два су MycoBank и Fungal Names.

## Тренутна имена (Species Fungorum)
Главни део сајта Index Fungorum треба да буде глобална листа свих имена гљива које су до сада валидно препознате, с тим да се многа поклапају или више не користе. Species Fungorum је уско повезан пројекат са седиштем у Краљевским ботаничким баштама у Кјуу који подржава и CABI с циљем стварања доследног подсета имена на сајту Index Fungorum која се могу препоручити као тренутно валидна. Могуће је претраживати или списак Index Fungorum или списак Species Fungorum, засебно, а Index Fungorum даје и оне резултате које даје Species Fungorum ако постоји одговарајући унос — имена без оваквог уноса су генерално само од историјског значаја и данас не треба да се сматрају поузданим, па се због овога и не исписују.

## LSID
Index Fungorum има идентификатор природних наука (енгл. Life Science Identifiers, LSIDs) за евиденције у својој бази података.

## Сервиси
Index Fungorum користи веб-сервис са SOAP протоколом за претрагу своје базе података и доласка до евиденција. WSDL датотека која описује сервис је доступна.